# Ángel Alejandro Morales Santos
Ángel Alejandro Morales Santos (Buenos Aires, 14 de juny de 1975) és un futbolista argentí, que ocupa la posició de migcampista.
Al llarg de la seua carrera, ha militat en nombrosos equips del seu país, com CA Independiente o Platense. També ha passat per altres competicions com la italiana (UC Sampdoria), l'espanyola (CP Mérida), la mexicana (Dorados de Sinaloa, Cruz Azul) i la uruguaiana (Nacional).